# Ollastra
Ollastra ist eine italienische Gemeinde (comune) mit 1103 Einwohnern (Stand 31. Dezember 2023) in der Provinz Oristano auf Sardinien. Die Gemeinde liegt etwa 13 Kilometer von Oristano am Tirso. 

## Geschichte
Von 1928 bis 1946 war die Gemeinde Teil der Nachbargemeinde Simaxis. Bis 1991 war der Name noch Ollastra Simaxis.

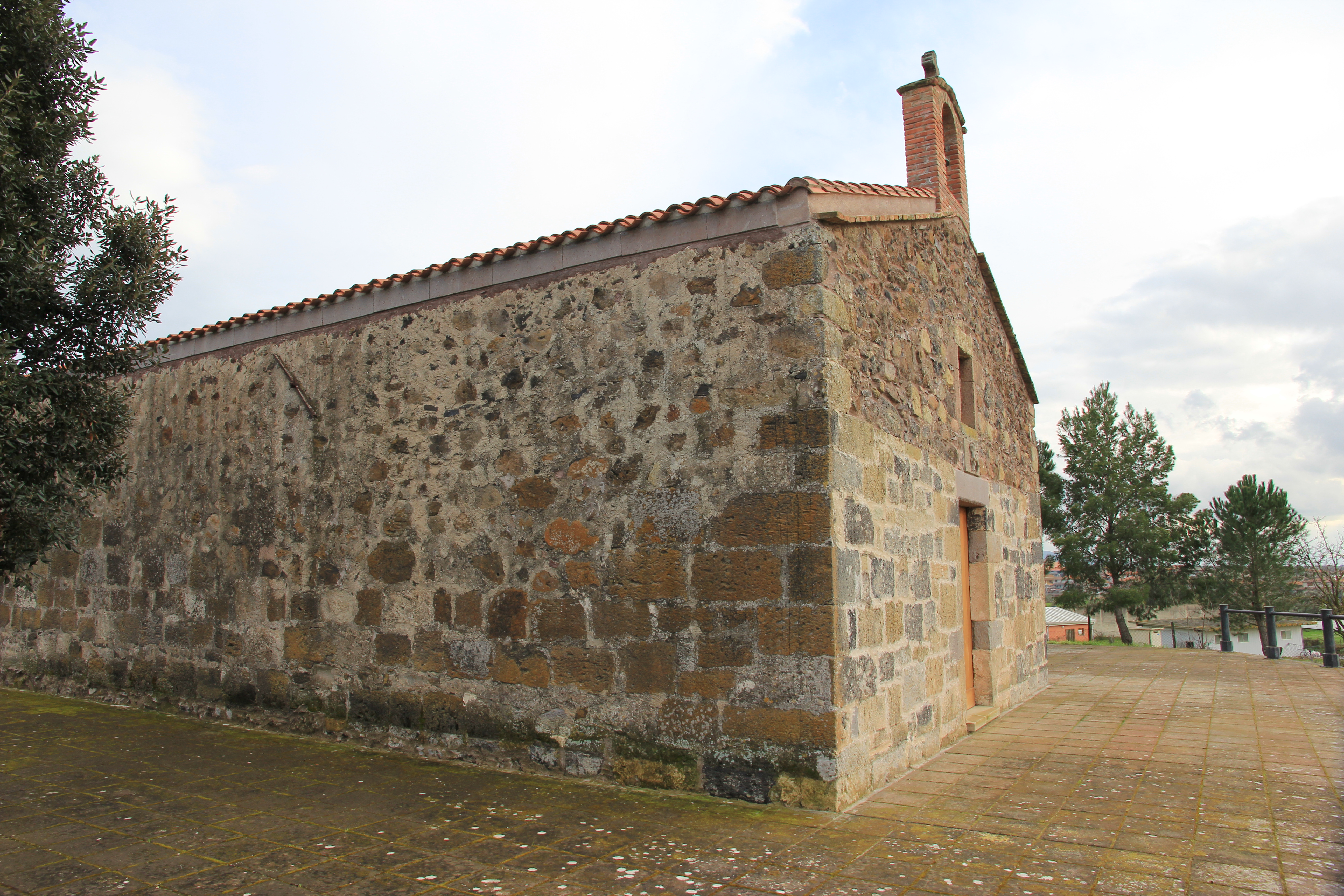
Chiesa di San Costantino

## Verkehr
Durch die Gemeinde führt die Strada Statale 388 del Tirso e del Mandrolisai von Oristano nach Sorgono.